# Emova
Emova Movilidad S.A. es una empresa de transporte de Argentina, que fue conformada para obtener la concesión de la red de Subte de Buenos Aires, lográndolo desde el 1 de diciembre de 2021. Es un consorcio integrado por Benito Roggio Transporte y Metrovías. Esta última controlaba la concesión desde el 1 de enero de 1994.
En 2018, se abrieron licitaciones para la nueva concesión del Subte de Buenos Aires. Se recibieron tres ofertas, dos francesas y una argentina: una de RATP Dev junto a Alstom, otra de Keolis junto a Transport for London y Corporación América y una última de Roggio y Metrovías, que resultó adjudicada. 
La marca Emova fue beneficiada con el contrato entre Emova y SBASE se firmó el 16 de septiembre de 2021.
La concesión arrancó el 1 de diciembre de 2021 y va a durar hasta 2033 con opción de prórroga con 3 años. 

## Líneas que abarca la concesión
- Líneas A, B, C, D, E y H del Subte: 2021 - 2033 (prorrogable 3 años)
- Premetro de Buenos Aires: 2021 - 2033 (prorrogable 3 años)